# Zaostrog
Zaostrog település Horvátországban, Split-Dalmácia megyében. Közigazgatásilag Gradachoz tartozik.

## Fekvése
Makarskától légvonalban 26, közúton 32 km-re délkeletre, községközpontjától 7 km-re északnyugatra a Biokovo-hegység délkeleti nyúlványa, a Rilić-hegység meredek lejtői alatt a tengerparton fekszik. Északról a 920 méteres Šapašnik, keletről a 770 méteres Viter, nyugatról a lankásabb 260 méteres Plana hegycsúcsai veszik körül. Központi településrésze Srida Sela, melyet Despoti, Kosovići, Matutinovići települések öveznek.

## Története
Területe már az írott történelem előtti időben is lakott volt, amit az itt talált, bronzkori és korai vaskori halomsírok bizonyítanak. A térség első ismert népe az illírek egyik törzse a dalmátok voltak, akik a magaslatokon épített, jól védhető erődített településeikben laktak. A rómaiak hosszú ideig tartó harcok után csak az 1. században hódították meg ezt a vidéket. Az illírek elleni 9-ben aratott végső győzelem után békésebb idők következtek. A római múlt emlékei, számos kőtöredék található a plébániatemplom és mindkét Szent Borbála templom körül is. A horvát törzsek a 7. század végén telepedtek le itt, ezután területe a neretvánok kenézségének Paganiának a részét képezte. A Viter csúcsa alatti Ostrog várát Bíborbanszületett Konstantin bizánci császár említi először a 10. század közepén írt művében. Ostrog a maga idejében a neretvánok egyik fő erőssége volt. A vár alatti település később a várról kapta a nevét.
Zaostrog első írásos említése 1494-ben Augustin Vlatković vajdának a ferencesek részére írt adománylevelében történt. Régi településmagja az óhorvát Ostrogtól északnyugatra, a Šapašnik-hegy alatt feküdt. A mai lakosság már elhagyta ezt a régi falut és a kolostor köré telepedett le. A ferences atyák 1468-tól éltek a part közelében épített kolostorukban, mely korábban a 14. században és a 15. század első felében az ágoston rendiek tulajdona volt. A török a 15. század második felében szállta meg ezt a vidéket, mely 1690 körül szabadult fel végleg a több mint kétszáz éves uralma alól. A török uralom idején a ferencesek viszonylag zavartalanul folytathatták tevékenységüket, mely nemcsak Zaostrog területére, hanem a tengerpart más plébániáinak területére, valamint a Neretva völgyére és a Rilić-hegység előterére is kiterjedt. A plébánia legrégibb anyakönyvei 1660-ból származnak. Plébánosai sokáig a kolostorban laktak, 1820-ban azonban elhagyták a kolostort és a hegyek alatti Selora költöztek, ahol 1887-ben felépült a plébániaház is. (Az épület a II. világháborúban pusztult el.)
A velencei uralomnak 1797-ben vége szakadt és osztrák csapatok vonultak be Dalmáciába. 1806-ban az osztrákokat legyőző franciák uralma alá került, de Napóleon lipcsei veresége után 1813-ban újra az osztrákoké lett. A településnek 1857-ben 535, 1910-ben 716 lakosa volt. 1918-ban az új szerb-horvát-szlovén állam, majd később Jugoszlávia része lett. A második világháború idején a Független Horvát Állam része volt. 1962-ben nagy földrengés pusztította a környéket, melyben számos épület, köztük a plébániatemplom is megrongálódott. 1965-ben megépült az Adria-parti főút is. Ennek hatására a hegy alatti Selo lakói elhagyták régi lakhelyeiket és a tengerpart közelében építették fel új házaikat. Ezt követően már a Szent Borbála templom töltötte be a plébániatemplom szerepét, bár 1967-től hivatalosan a Mária mennybevétele templom Zaostrog plébániatemploma. A település 1991 óta a független Horvátországhoz tartozik 2011-ben 330 lakosa volt.

## Népesség
| Lakosság változása | Lakosság változása | Lakosság változása | Lakosság változása | Lakosság változása | Lakosság változása | Lakosság változása | Lakosság változása | Lakosság változása | Lakosság változása | Lakosság változása | Lakosság változása | Lakosság változása | Lakosság változása | Lakosság változása | Lakosság változása |
| ------------------ | ------------------ | ------------------ | ------------------ | ------------------ | ------------------ | ------------------ | ------------------ | ------------------ | ------------------ | ------------------ | ------------------ | ------------------ | ------------------ | ------------------ | ------------------ |
| 1857               | 1869               | 1880               | 1890               | 1900               | 1910               | 1921               | 1931               | 1948               | 1953               | 1961               | 1971               | 1981               | 1991               | 2001               | 2011               |
| 535                | 598                | 633                | 683                | 706                | 716                | 698                | 585                | 354                | 365                | 327                | 315                | 254                | 270                | 372                | 330                |

## Nevezetességek
- Szent Borbála tiszteletére szentelt régi plébániatemploma[4] 1882-ben épült a Srida Sela településrészen. A homlokzat feletti harangtornyot két harang számára alakították ki. A márvány főoltár 1914-ben készült a spliti kőfaragó mester Ante Jurjević műhelyében. A diadalív márvány falfülkéiben Szent József és Szűz Mária szobrai láthatók. A bejárat közelében 1916-ban állították fel a templom építtetőjének Mate Šimić atyának a márvány mellszobrát. A templom falában ókori szarkofág töredékei és feliratos kövek vannak befalazva.
- Selo alatt a 15. században építették a régi Szent Borbála templomot. Az épületnek gótikus, csúcsíves boltozata van, a homlokzat feletti harangtorony egy harang számára készült. Filippo Naldinak a 18. század második felében festett nagy oltárképe időközben a ferences kolostor gyűjteményébe került. A templomban a Krisztus sírba helyezését ábrázoló olajjal vászonra festett kép látható. Az új plébániatemplom 1882-es felépítése előtt ez volt a település plébániatemploma. Körülötte középkori temető terül el, mely körül számos ókori kőtöredék került elő. A töredékek valószínűleg egy nagyobb római kori épülethez tartoztak. A templom ma temetőkápolnaként működik.
- A Mária mennybevétele tiszteletére szentelt kolostor- és plébániatemplom 1747-ben épült. Helyén régen egy Szűz Mária templom állt, mely a kandiai háborúban súlyosan megsérült. 1707-ben a ferencesek lebontották és ekkor kezdték felépíteni a mai barokk templomot, melyet 1874-ben bővítettek. Az apszisban található sekrestye, felette pedig a szerzetesek kórusa. A sekrestye szekrényeit berakásos intarzia díszíti. A márvány főoltár Vincenzo Panigo munkája 1722-ből. A hajóban található Mária-oltár 1729-ben készült, vele szemben a Szent Kereszt oltár áll. A márvány Szent Antal oltár a szent 1728-ban Velencében készült barokk szobrával Josip Barišković spliti mester munkája 1879-ből. Ezzel szemben áll a Szent József oltár a szent szobrával. A templomban még Szent Paszkál és Szent Ferenc oltárok találhatók. A templomban van eltemetve az 1760-ban elhunyt Andrija Kačić Miošić ferences szerzetes, a 18. század egyik legnagyobb horvát költője. A templom mellé 1864-ben építették a neoromán stílusú harangtornyot, amelyet azonban a rossz minőségű kőanyag miatt az 1962-es földrengés súlyosan megrongált. 1975-ben Ante Barač tervei szerint állították helyre.
- A ferences kolostor a 16. és a 17. században épült a régi ágoston rendi kolostor helyén. A három épületszárnyból és a templomból álló épületegyüttes egy kerengőt zár körbe, melynek közepén szép kert található kúttal a középpontban. Története során a kolostort is többször átépítették. Északi falán még látszanak a védelmi célokat szolgáló régi puskalőrések. A déli védőtoronyból alakították ki a refektóriumot. Az északi torony alapjaira építették a 19. századi harangtornyot. A kolostor könyvtárában több mint tízezer könyv és öt ősnyomtatvány található. A kolostor levéltára és múzeuma ókori régészeti leletekből álló gyűjteménnyel, szakrális tárgyak gyűjteményével és népi kézműves alkotások gyűjteményével is büszkélkedik. Az épületet gondozott kert és olajfaültetvény és kerítés veszi körül. A templom és a kolostor védett műemlék. Az épületegyüttes körül ókori lelőhely található, ahonnan épülettöredékek, márvány domborművek részei, oszlopfők töredékei, valószínűleg egy római villagazdaság maradványai kerültek elő.
- A kolostor előterében a tengerparton  áll az elesett katonák emlékműve, egy stilizált kővirág, mely Rudolf Matutinović alkotása.
- A tengerpart közelében a Kapeć nevű helyen található a ferencesek régi malmának romja. A malom egy olyan vízfolyás mellett épült, amely mára már kiszáradt. A 17. században a ferences rend tulajdonaként említik.
- A kis Szent Rókus templom amellett az út mellett áll, mely Srida Selát Gornji Zaostroggal köti össze. A templom egy pusztító pestisjárvány idején a 17. században épült, 1899-ben megújították. Gótikus csúcsíves boltozata van. A bejárata feletti Szent Rókus dombormű hazai alkotás. A templomot a szent szobra díszíti, melyet az ellopott régi helyett 1996-ban készítettek.

## Gazdaság
Zaostrog lakói ma már elsősorban a turizmusból, szobák, apartmanok kiadásából élnek. A szezonon kívül főként mezőgazdasággal, halászattal foglalkoznak. A hatalmas nyári turistatömeg ellenére a kínálaton és a szolgáltatások színvonalában még sok a javítani való. A kedvező földrajzi elhelyezkedés és a történelmi örökség széles perspektívát biztosít a település turisztikai fejlesztésére.

## Oktatás
A településen a gradaci alapiskola kihelyezett tagozata működik.